# Tasnádi István (író)
Tasnádi István (Budapest, 1970. június 9. –) József Attila- és Balázs Béla-díjas magyar drámaíró, forgatókönyvíró, rendező.

## Életpálya
1998-ben végzett színháztörténészként a Pannon Egyetemen, Veszprémben. A Károli Gáspár Református Egyetem Bölcsésztudományi Kara színháztudományi mesterképzésének oktatója.
1992-től publikál rendszeresen. Verseit, kritikáit szinte valamennyi jelentős irodalmi és színházi folyóirat közölte.
1996-ban a Bárka Színház alapító tagja, 1996-tól 2001-ig dramaturgja.
2001-től 2007-ig a Krétakör Színház rezidens drámaírója volt.
2009-ben színházi rendezőként is debütált (rendezései: Fédra fitnesz, Kupidó, Paravarieté, Tapasztalt asszony).
2012-től Az HBO Terápia című sorozatának vezető írója. 2015-től az HBO Aranyélet című sorozatának vezető írója. Az általa írt és rendezett Memo című film 2017-ben elnyerte a legjobb európai tévéfilmnek járó díjat a Prix Europa fesztiválon.
2018-ban Balázs Béla-díjat kapott. 2019-ben DLA fokozatot szerzett a Színház- és Filmművészeti Egyetem doktori iskolájában.
Műveiből német, lengyel, cseh, szlovák, román és bolgár nyelvű előadások is születtek. Két kötete jelent meg francia nyelven. Darabjai ezen kívül még angol, olasz, lengyel és bolgár nyelvű antológiákban jelentek meg.
36 színművének és színpadi adaptációjának eddig 88 bemutatója volt magyar színpadokon. Darabjait külföldön is megismerhette a közönség többek között az Amerikai Egyesült Államokban, Ausztriában, Belgiumban, Franciaországban, Görögországban, Hollandiában, Írországban, Lengyelországban, Litvániában, Luxemburgban, Németországban, Olaszországban, Oroszországban, Svájcban, Szlovákiában, Szlovéniában, Szerbiában. Több gyerek- és bábdarab szerzője.

## Fontosabb színházi bemutatói
- Időntúli szabaddobás; Arcillesztés után (Műcsarnok, 1992)[4]
- Fél nap Ferdinánddal (Egyetemi Színpad, 1994)[4]
- Bábelna (Szkéné Színház, 1995; Weöres Sándor Színház Krúdy Klub, Szombathely, 2013)[5]
- Mániákusok (Molière nyomán, Győri Nemzeti Színház, Padlásszínház, 1996)[4]
- Ómen (Műhelybemutató a Nyílt Fórumon a zalaegerszegi Hevesi Sándor Színházban, 1996)
- Kokainfutár (Kaposvári Csiky Gergely Színház, 1996; Színház- és Filmművészeti Egyetem, 2003; Móricz Zsigmond Színház, Nyíregyháza, 2011; Miskolci Nemzeti Színház, 2014)
- Édes Anna (Kosztolányi Dezső nyomán, Madách Színház, 1997; Győri Nemzeti Színház, 1999)
- Titanic vizirevü (Bárka Színház, 1998; Szabadkai Népszínház, 2001; Csiky Gergely Állami Magyar Színház, Temesvár, 2008)
- Közellenség (Katona József Színház, Kamra, 1999; Szabadkai Népszínház, 2000; Nagyváradi Állami Színház Szigligeti Társulat, 2011; Magyar Színház, 2013; Hevesi Sándor Színház, Zalaegerszeg, 2015)
- Világjobbítók (Kaposvári Csiky Gergely Színház, 2000; Szatmárnémeti Északi Színház Harag György Társulat, 2012)
- NEXXT – Frau Plastic Chicken Show (Krétakör Színház, 2000)
- Made in Hungária (Fenyő Miklós zenéjével; József Attila Színház, 2001; Móricz Zsigmond Színház, Nyíregyháza, 2002; Győri Nemzeti Színház, 2008; Pannon Várszínház, 2011; Hevesi Sándor Színház, Zalaegerszeg, 2012; Szigligeti Színház, Szolnok, 2013; Csokonai Nemzeti Színház, Debrecen, 2016)
- Hazámhazám (Schilling Árpáddal közösen; Krétakör Színház, 2002)
- Feketeország (a Társulattal közösen; Krétakör Színház, 2004)
- Nézőművészeti Főiskola (Krétakör – Tatabányai Jászai Mari Színház, 2004; Csíki Játékszín, Csíkszereda, 2004; Veszprémi Petőfi Színház, 2014)
- Malacbefőtt (Katona József Színház, Kecskemét, 2003; Szatmárnémeti Északi Színház Harag György Társulat, 2009)
- Démonológia (Színház és Filmművészeti Egyetem, 2004; Marosvásárhelyi Művészeti Egyetem, 2011)
- Paravarieté (Kaposvári Csiky Gergely Színház, 2005; Yorick Stúdió, Marosvásárhely, 2008; Az ALKA.T előadása a Szikra Cool Tour House-ban, 2010; Szöveg Színház, 2011)
- Phaidra – Végső aktus (Salzburg, német nyelven, Krétakör Színház, 2005)
- A három testőr (Dumas nyomán; Vígszínház, 2005)
- Eastwicki boszorkányok (Móricz Zsigmond Színház, Nyíregyháza, 2005; Játékszín, 2017)
- Vanek úr Afrikában (Rejtő Jenő nyomában; József Attila Színház, 2006)
- Rovarok (Móricz Zsigmond Színház, 2006)
- Magyar zombi (Hevesi Sándor Színház, Zalaegerszeg, 2006)
- Aranycsapat (Fenyő Miklós zenéjével; József Attila Színház, 2006; Szegedi Nemzeti Színház, 2010; Hevesi Sándor Színház, Zalaegerszeg, 2010; Pannon Várszínház, 2010; Móricz Zsigmond Színház, Nyíregyháza, 2010; Győri Nemzeti Színház, 2012)
- FINITO (Örkény Színház, 2007; Kecskeméti Katona József Színház 2007; Nyíregyházi Móricz Zsigmond Színház 2007; Marosvásárhelyi Művészeti Egyetem 2010; Csíki Játékszín, Csíkszereda, *2011; Vörösmarty Színház, Székesfehérvár, 2011; Kaposvári Csiky Gergely Színház, 2012, Győri Nemzeti Színház, 2013; Komáromi Jókai Színház, 2013; Szatmárnémeti Északi Színház Harag György Társulat, 2013; Pinceszínház, 2015)
- Magyar a Holdon (Jászai Mari Színház, Tatabánya, 2007; Tomcsa Sándor Színház, Székelyudvarhely, 2009)
- TRANZIT (Hevesi Sándor Színház, Zalaegerszeg 2007; Köln, 2009; Pécs, 2012)
- Othello Gyulaházán (Gádor Béla nyomán, József Attila Színház, 2008; Móricz Zsigmond Színház, Nyíregyháza, 2010; Csíki Játékszín, Csíkszereda, 2012; Csiky Gergely Színház, Kaposvár, 2012)
- Fédra Fitness (KoMa – ALKA.T, 2009)
- Annuska (Móricz Zsigmond nyomán, Móricz Zsigmond Színház, Nyíregyháza, 2009)[6]
- Kupidó (Örkény Színház – Orlai Produkciós Iroda – ALKA.T, 2009; Szabadkai Népszínház, 2014)
- A fajok eredete (A Nézőművészeti Kft. előadása a Szkéné Színházban, 2010)
- Cyber Cyrano (Kolibri Színház, 2010; Vörösmarty Színház Pelikán Kamaraszínház, Székesfehérvár, 2013; Miskolci Nemzeti Színház, 2014)
- East Balkán (Bárka Színház, 2011)
- Tapasztalt Asszony (Szabadkai Népszínház Magyar Társulata, 2012)
- A harmadik hullám (Todd Strasser regénye alapján Ron Jones tanulmányának felhasználásával, Bárka Színház, 2012; Hevesi Sándor Színház, Zalaegerszeg, 2015)
- Memo – A felejtés nélküli ember (2013, Szegedi Nemzeti Színház)
- Szibériai csárdás (Móricz Zsigmond Színház, Nyíregyháza, 2015)
- Spam operett (Radnóti Miklós Színház, 2015)
- kettős:játék (Kolibri Színház: 2016)
- Majdnem 20 (Ördögkatlan Produkció, 2016)
- Kartonpapa (Vörösmarty Színház, Székesfehérvár, 2018)[7]
- Kartonpapa (Szkéné - Nézőművészeti Kft., 2021)
- Tapasztalt asszony (Orlai -Füge Produkció, 2023)
- Kartonpapa (Astorka Színház, Pozsony, 2023)
- Cyber Cyrano (Debreceni Csokonai Színház)
- Mikor hazudtam? (Orlai Produkció, 2024)
- Cyber Cyrano (Varsó, 2024)
- Ezeregy éjszaka (Geszti Péterrel és Monori Andrással) (Szegedi Szabadtéri játékok, 2023)

## Gyerek- és bábdarabok
- Farkas és Piroska (Ciróka Bábszínház, Kecskemét, 2007)
- Bolond mese (Jeli Viktóriával közösen, Ciróka Bábszínház, Kecskemét, 2010)
- Rozi az égen (Jeli Viktóriával közösen, Budapest Bábszínház, 2010)
- Lúdas Matyi (Budapest Bábszínház, 2012; Ciróka Bábszínház, Kecskemét, 2015)
- Hapci király (Lázár Ervin nyomán; Vaskakas Bábszínház, Győr, 2014)
- A hideg szív (Wilhelm Hauff nyomán; Mesebolt Bábszínház, Szombathely, 2015)
- Hepp! (Jeli Viktóriával közösen, Bartók Kamaraszínház, Dunaújváros, 2015)
- Időfutár (Gimesi Dórával, Jeli Viktóriával, Vészits Andreával közösen, Csokonai Nemzeti Színház, Debrecen, 2016)

## Forgatókönyvek
- NEXXT (2001; r: Schilling Árpád)
- Citromfej (kisjátékfilm, 2001; r: Bodó Viktor)
- Jött 1 busz (kisjátékfilm, 2003; r: Bodó Viktor)
- Made in Hungaria (2007; r: Fonyó Gergely)
- Világjobbítók (tévéfilm; 2010, r: Znamenák István)
- A rejtvény (tévéfilm, 2010; r: Fonyó Gergely)
- Matula Kalandpark (ifjúsági film, 2011; r: Fonyó Gergely)
- Időfutár (rádiójáték-sorozat, 2012; r: Salamon András)[8]
- A kőmajmok háza (ifjúsági film, 2014; r: Fonyó Gergely)[9]
- Memo (2016, r: Tasnádi István)[10]
- Aranyélet (2015–2018)
- Nyugati nyaralás (2022)
- A Nagy Fehér Főnök (2022)
- Tündérkert – Kísértések kora (2023)
- A renitens (2024)

## Kötetei
- Walter Egon válogatott búcsúlevelei (1987–1992); Orpheusz Könyvek, Bp., 1993
- Kokainfutár. Drámák; Osiris–Bárka, Bp., 2000 (Bárka könyvek)
- Taigetosz csecsemőotthon. Drámák; Schilling Árpád próbanaplóival; Jelenkor–Krétakör Színház, Pécs–Bp., 2004
- Jeli Viktória–Tasnádi István: Rozi az égen; Pagony, Bp., 2010
- Fédra fitnesz. Verses drámák; Palatinus, Bp., 2010
- A kőmajmok háza; Pagony, Bp., 2012
- Gimesi Dóra–Jeli Viktória–Tasnádi István: Időfutár, 1-6.; Pagony, Bp., 2013–2015
- Jeli Viktória–Tasnádi István: Dani és a megkerült születésnap; Pagony, Bp., 2017
- Cyber Cyrano és más színművek; Selinunte, Bp., 2017
- Tasnádi István–Jeli Viktória: Kettős. Játék; Pagony, Bp., 2018 (Vészkijárat)
- Időfutár. A varázsfuvola-akció. Színdarab; Tilos az Á Könyvek, Bp., 2019
- Helló, Héraklész!; Pagony, Bp., 2018 (Abszolút könyvek)

## Díjak
- 1992: A Mozgó Világ költészeti nívódíja
- 1993-ban, majd 1995-ben első díj az Egyetemi Színpad drámapályázatán
- 1997: Szép Ernő-díj
- 1998: Örkény István ösztöndíj
- 1999: A Színikritikusok Díja a Legjobb új magyar drámáért (Közellenség)
- 2002: a Filmszemle diákzsűrijének díja a legjobb forgatókönyvért (Citromfej)
- 2005-2006-2007: a Katona József pályázat alkotói díja
- 2006: Artisjus ösztöndíj
- 2007: József Attila-díj
- 2007: A Színikritikusok Díja a Legjobb új magyar drámáért (Finito)
- 2009: Litera-díj
- 2009: A Színikritikusok Díja a Legjobb független előadásért (Fédra Fitnesz)
- 2011: A Színikritikusok Díja a Legjobb ifjúsági előadásért (Cyber Cyrano)
- 2013: Az Év Gyermekkönyve díj – 2012
- 2017: Magyar Filmdíj a legjobb televíziós forgatókönyvért (MEMO)
- 2017: Prix Europe-díj a legjobb európai tévéfilmért (MEMO)
- 2018: Balázs Béla-díj[11]
- 2018ː Szép Ernő-díj[12]

### Interjúk Tasnádi Istvánnal
- Proics Lilla: Beszélgetések a kritikáról, Színház, 2013. január
- Lőkös Ildikó, Talált történetek, Litera, 2012. jan. 4.
- Mátrai Diána Eszter, Hangjátéksorozat nem csak fiataloknak,[halott link] Prae.hu, 2012. márc. 11.
- Valaczkay Gabriella, Miért hülye minden szülő?, Népszabadság, 2012. márc. 13.
- Gyimesi Ágnes Andrea, „A belső idő mindentől független”, 2012. ápr. 23.
- Kovács Bálint: Attól félek, hogy nincs igazam, Magyar Narancs, 2012. január 26
- Tompa Andrea: Emberpróba, Színház, 2011. január
- Bujdos Attila: Ha őszinték vagyunk egymáshoz… Műút, 2011. február.
- Balogh Gyula, Egy napra Isten lehetsz,[halott link] Népszava, 2011. dec. 3.
- Sztankay Ádám: Celebgyárak, 168 Óra, 2010. szeptember 2
- Rés a présen: Az írók felelősségéről, Magyar Narancs, 2009. november 19
- Sándor L. István: A provokáció a színház feladata Archiválva 2023. augusztus 31-i dátummal a Wayback Machine-ben Ellenfény, 2003. 1. sz.
- Sándor Zsuzsanna, Közéleti bohózat,[halott link] 168 óra, 2002. aug.
- Sándor L. István, Drámázni tudni,[halott link] Ellenfény, 1997. 3. sz.